# Hypna huebneri
Hypna huebneri är en fjärilsart som beskrevs av Butler 1866. Hypna huebneri ingår i släktet Hypna och familjen praktfjärilar. Inga underarter finns listade i Catalogue of Life.